# بريف (متصفح ويب)
بريف (بالإنجليزية: Brave) وتعني شجاع هو متصفح ويب مفتوح المصدر مبني على كروميوم، يعمل المتصفح على نظم تشغيل مايكروسوفت ويندوز وماك أو إس وجنو/لينكس، وكذلك يعمل على نظامي آي أو إس وأندرويد. ترأس بريندان أيخ، منشئ جافاسكربت وأحد مؤسسي مؤسسة موزيلا، مشروع تطوير هذا المتصفح.
تتيح الإصدارة الحالية من المتصفح 20 محرك بحث افتراضيًّا من بينها دك دك جو شريك Brave. ووضعية التصفح الخفي في المتصفح تتيح خيار التصفح عبر شبكة Tor.

## التَّاريخ
أَسّسَ برندان آيخ مبتكر (جافا سكريبت والرَّئِيس التَّنفِيذِيِ السَّابِقَ لِشَرِكَة شركة موزيلا) شَّرِكَةِ «بريف سوفت وير»،  وَفِي 20 يناير 2016 أَطلَقَت «بريف سوفت وير» الإصدار الأول مِن متصفح بريف مَعَ ميزة حظر الإعلانات، وأَعلَنَت عَن خططها لميزة إعلانية تحترم الخُصوصيَّة وبَرنامَج لمُشَارَكَةِ الإيرادات.
في يونيو 2018 أصدر بريف إصدار تجريبي مِن المتصفح «للدفع مقابل التصفح» وجُهز هَذَا الإصدار مِن بريف مسبقًا بنَحْو 250 إعلان، وأرسل المتصفح سجلًا مفصلاً لنشاط تصفح المُستخدم إِلَى بريف لفترة قصيرة لاختبار الوظيفة،  وَفِي وقتٍ لاحقٍ مِن الشهر ذاته أضاف بريف دعمًا لشبكة «تور» في وَضع التصفح الخاصّ لمتصفح سطح المكتب.
كانَ بريف يعمل عَلَى إِطارِ عَمَلَ يسمى «ميون» حتَّى ديسمبر 2018، الَّذِي تم تسويقه عَلَى أنَّهُ «إِطارِ عَمَلَ أَكثَرَ أمانًا»، ولاحقًا انتقل مطورو بريف إِلَى كروميوم،  وأَصَدَرَت «بريف سوفت وير» إصدارها النهائي مِن المتصفح المبني عَلَى «ميون» لإرشاد المستخدمين إِلَى التحديث مَعَ اقتراب نهاية عمره الاِفتِراضِيّ.
في يونيو 2019 بدأَ بريف في اختبار خوارزميّة جديدة لمطابقة قَوَاعِدِ حظر الإعلانات تم تنفيذها في لغة برمجة رست لتحل محل خوارزميّة سي ++ السَّابِقَةِ، حيثُ ألهمت خوارزميات «يو بلوك أورجن» وقوستري [الإنجليزية] الخوارزميَّة الجَدِيدَةِ الَّتِي قال بأنَّها أسرع 69 مرَّة مِن الخوارزميَّة السَّابِقَةِ.
أطلق بريف إصداره المستقر الإصدار 1.0 في 13 نوفمبر 2019، الذي يعمل عَلَى أندرويد أَو آي أو إس أَو ويندوز 10 أَو ماك أو إس أَو لينكس، ويتكامل «تقريبًا مَعَ جَمِيعَ ميزات بريف المُنتشرة عبر جَمِيعَ الأنظمة الأساسيّة»، وَكَانَ حِينَهَا عدد مستخدميه قد بلغوا 8.7 ملْيُون مُستَخدم نشط شهريًا،  وثلاثة ملْيُون مُستَخدم نشط بشكلٍ يومي.
في نوفمبر 2020 قَالَت بريف أن مستخدمي المتصفح بلغوا 20 ملْيُون مُستَخدم شهريًا،  وتجاوزوا 25 ملْيُون مُستَخدم نشط شهريًا في فبراير 2021.
في يناير 2021 وضعت بريف محرك بحث إكوسيا كأحد خيارات محرك البَحثِ.

## نموذج العَمَل
تأسّست الشَّرِكَةِ في الأصل في عام 2015 في ولاية ديلاوير تحت اسم (بالإنجليزية: Hyperware Labs, Inc.)، ثم غيَّرت اسمها لاحقًا إِلَى «بريف سوفت وير» وسُجلت في كاليفورنيا حيثُ يقع مَقَرها الرَئِيسيّ.
يستخدم بريف «رمز الانتباه الأَسَاسِيِ» (BAT) لِزِيادَةِ الإيرادات،  وبحلول أغسطس 2016 تلقت الشَّرِكَةِ مَا لَا يقل عَن 7 ملْيُون دُولَار أمريكيّ مِن استثمارات الملاك مِن شركات رأس المال الاستثماري ومِنهَا فاوندز فند [الإنجليزية] و«بروبل بانتشر بارتنرز» و«بانتيرا كابيتال» و«مؤسَّسة كابيتال» و«ديجيتال كارينسي جروب».
في نوفمبر 2019 أَطلَقَت بريف شبكة «بريف آدز» (بالإنجليزية: Brave Ads) وهي شبكة إعلانات تحقق للمستخدمين نسبة 70 بالمائة مِن الأرباح،  وعملاء الإعلانات هم شركاء الشَّرِكَةِ مِثل فايس وهوم شيف [الإنجليزية] وكونسينسيس [الإنجليزية] وإيتورو وَغَيرَهَا.

## السمات

### رمز الانتباه الأساسي

شعار رمز الانتباه الأَسَاسِيِ

«رمز الانتباه الأَسَاسِيِ» (بالإنجليزية: Basic Attention Token) (BAT) هُوَ عِبَارَةٌ عَن مِنَصّة تبادل إعلانات لَا مركزية مفتوحة المصدر تَعتَمِدَ عَلَى إيثريوم.
في عرض أولي للعملة في 31 مايو 2017 باعت «بريف سوفت وير أنترناشيونال» ‏ 1,000,000,000 (بات) بإجمالي 156,250 إيثريوم (35 ملْيُون دُولَار أمريكي) في أقل مِن 30 ثانية،  واحتفظت الشَّرِكَةِ بمبلغ إضافي قدره 500,000,000 بات لاستخدامه في تَعزِيزِ اِعتِمادِ المنصة.
في أوائل ديسمبر 2017 صرفت الشَّرِكَةِ الجولة الأولى مِن مِنح «مَجمُوعَة نمو المستخدمين» حيثُ وزعت 300 ألف «بات» عَلَى المستخدمين الجدد عَلَى أساس مِن يأتي أولاً يخدم أولاً.

### مكافآت شجاعة
يُمكِن لمستخدمي متصفح بريف الاشتراك في ميزة «بريف ريواردس» الَّتِي ترسل مدفوعات «بات» صغيرة إِلَى مواقع الويب ومنشئي المحتوى المُسجلين كناشرين في بريف،  ويُمكِن للمستخدمين إمَّا تشغيل المُساهمة التلقائيَّة، والَّتِي تقسم تلقائيًا مُسَاهَمَةِ شهرية مُحدَّدة بمَا يتناسب مَعَ الوَقتِ المستغرق، أَو يمكنهم يدويًا إرسال المبلغ المختار أَثناء زيارة الموقع.
يُمكِن للمستخدمين اِختِيَارِ كسب أفضَلَ التقنيّات المتاحة عَن طَرِيقِ عرض الإعلانات الَّتِي يتم عرضها كإخطارات بِوَاسِطَةٍ نِظَام التَّشغِيل، وتتم مطابقة الحملات الإعلانية مَعَ المستخدمين مِن خِلال سجل التصفح الخاصّ بهم، ويُنفذ هَذَا الاستهداف محليًا دُونَ نَقل البيانات الشخصية خارج المتصفح ممَّا يلغي الحاجة إِلَى تتبع الطرف الثالث. ويُمكِن للمستخدمين شِرَاء أَو بيع «بات» مِن خِلال علاقة بريف مَعَ شَّرِكَةِ «أب هولد» وهي مشغل صرف عملات رقمي.
تم إِطلاق الإصدار الأول مِن ميزة الأداء المصغر في عام 2016، وَكَانَ يسمى بريف بايمنتس ويستخدم بيتكوين، وتُعرض الإعلانات في علامة تبويب متصفح منفصلة.

### ميزات أُخرى
- تور (شبكة إخفاء الهوية): يدعم متصفح بريف شبكة تور في إصدار سطح المكتب، حيثُ يُمكِن للمستخدمين التبديل إِلَى التصفح الخفي لاستخدام شبكة تور مِن خِلال النقر عَلَى «قَائِمَة الهامبرغر».[35]
- أي بي إف إس (IPFS): في يناير 2021 أصبَحَ بريف واحدًا مِن أوائل متصفحات الويب الَّتِي تقدم تكاملاً أصليًا مَعَ برُوتُوكُولٍ شبكة نظير إِلَى نظير.[36]

## متصفحات مماثلة
اختبر تَقريرٍ بحثي صدر في فبراير 2020 عَن كلية علوم الكُمبِيُوتَر والإحصاء في كلية ترينيتي في دبلن عددًا مِن المتصفحات، ووجد أن بريف هُوَ مِن أَكثَرَ المتصفحات خصوصية مِن حيثُ الاتصال بالمنزل [الإنجليزية] ويَقع جوجل كروم وفايرفوكس وسفاري في المجمُوعة الثانيةُ، ويَقع إيدج وياندكس في المجمُوعة الثالثة الأقل خصوصية.

## وصلات خارجية
- بريف على موقع Open Hub (الإنجليزية)
- بريف على موقع Free Software Directory (الإنجليزية)
- بريف على موقع Framasoft (الفرنسية)
- بريف على موقع Google Play (الإنجليزية)